# João José de Bittencourt Calasans
João José de Bittencourt Calasans (Santa Luzia do Itanhi, 12 de junho de 1811 — 18 de agosto de 1870) foi um político, tenente-coronel e promotor brasileiro, pai do poeta romântico Pedro de Calasans.

## Biografia
Aos 20 anos muda-se para a Europa a fim de dar início ao curso de Direito na Universidade de Bruxelas, hospedando-se em casa de amigos. Bacharelando-se em 1835, retorna a Sergipe e assume o comando do engenho Castelo, propriedade de sua família.
Ali começa a estudar agronomia por conta própria, lendo os principais autores então existentes, com o objetivo de introduzir na sua propriedade arados, implementos agrícolas e algumas máquinas movidas a vapor.
É nomeado vice-presidente da província de Sergipe, exercendo a presidência interinamente de 16 a 18 de outubro de 1847.
O seu interesse o levou a uma viagem de Cuba aos Estados Unidos da América em 1857, durante a qual buscou aperfeiçoar-se em estudos a respeito dos melhores sistemas de cultura da cana e do fabrico do açúcar. Nesta viagem, demorou-se por mais tempo na Louisiana, no sul dos Estados Unidos, onde se considerava que a agricultura era mais avançada, com um maior grau de incorporação de tecnologia, tanto no plantio da cana quanto na produção de açúcar.
No ano de 1860 recebe o título de Comendador da Imperial Ordem de Cristo, por haver hospedado o imperador Dom Pedro II em sua residência, na cidade de Estância. Membro de algumas sociedades científicas do século XIX, ele também foi dirigente do Imperial Instituto Sergipano de Agricultura.
Em 1869 publica O Agricultor Sergipano da Cana de Açúcar, em que defende a criação de um engenho modelo como fonte de instrução agrícola. Esse tipo de organização seria criado "por meio de associações, quando não fosse instituída, com preferência, pela bolsa abastada de um ou de outro, que podendo dispor de uma quarentena de contos de réis se acharia mui bem habilitado de assim concorrer, para animar, proteger e fazer desenvolver essa parte da principal fonte de riqueza – a agricultura açucareira".

## Obras
- 1869 - O Agricultor Sergipano da Cana de Açúcar

## Análise
No primeiro capítulo denominado "Parte Histórica", o autor apresenta a origem das práticas agrícolas entre egípicios, persas, gregos, romanos e chineses, antes de chegar ao Brasil, esclarecendo que a planta é conhecida na Arábia desde o século XIII e expandiu-se para a Síria, Chipre, Turquia, Sicília, de onde foi levada pelos portugueses até as ilhas da Madeira, Porto Santo e São Tomé.  Trazida pelos espanhóis a São Domingos, em 1506, a cana Caiana foi a primeira espécie introduzida no Brasil por Mem de Sá, em 1570, na cidade do Rio de Janeiro. Foi quando o marquês de Barbacena mandou buscar as espécies Malabar e Batávia na Jamaica. Assim um diagnóstico do plantio da cana e do fabrico do açúcar no país é traçado quando o autor defende a necessidade da difusão dos saberes da ciência agronômica no Brasil, alegando um completo atraso nas suas técnicas.
A espécie Salangor produzia um "caldo abundante, doce e fácil de clarificar, resultando num açúcar alvo e de boa granulação", dizia o autor, em defesa da substituição da Caiana pelas espécies Salangor e Transparente, que tinha a facilidade de crescer também em terrenos arenosos e fracos. Sugere o plantio da cana China, por ser dura e resistente à seca, induzindo que ela deveria ser plantada ao redor dos canaviais.
Impresso na Bahia pela tipografia de Camillo de Lellis Masson & Companhia, a obra organiza-se em quatro capítulos, uma introdução e um resumo final dado como conclusão, constituindo 98 páginas no formato 11 X 21,5 cm.
Ainda no prólogo, o autor revela o seu despreparo para a missão ao assumir a direção do engenho Castelo, uma vez que corria o risco de quebrar com o empreendimento, razão pela qual se lançou ao estudo dos clássicos da Agronomia antes de viajar ao exterior com o intuito de estudar e conhecer as técnicas de plantio da cana e de fabricação do açúcar, adquirindo assim a bibliografia mais atualizada.
Por meio dos estudos realizados o autor estabeleceu um método descrito da seguinte forma: "Procurei ajustar as frases e as palavras do Agricultor Sergipano às inteligências de grande parte dos plantadores da cana de açúcar, e julgo ter feito alguma coisa no estado em que nos achamos, baldos até hoje de um livro prático, neste gênero, que seja mais aplicado aos nossos usos e costumes, e ao nosso clima, como este, escrito em linguagem corrente, abrangendo todas as operações e trabalhos do plantio da cana e do fabrico do seu açúcar, aí descritos minuciosamente" (p. VI).